# 마헤이 드라이즈데일
알렉산더 마헤이 오언스 드라이즈데일(영어: Alexander Mahé Owens Drysdale, 1978년 11월 19일~)은 뉴질랜드의 조정 선수, 정치인이다. 올림픽에 4회 참가했으며 2012년 하계 올림픽과 2016년 하계 올림픽 남자 조정 싱글 스컬 종목에서 금메달을 획득했으며 2008년 하계 올림픽에서 남자 조정 싱글 스컬 동메달을 획득했다. 또한 세계 선수권 대회에서 금메달 5개, 은메달 3개를 획득했다.
현역 은퇴 후 정계에 입문했고 2024년부터 타우랑가 시장으로 재임 중이다.

## 개인사
드라이즈데일은 2013년 9월 뉴질랜드 여자 조정 국가대표 선수인 줄리엣 헤이그와 결혼했으며 2014년에 두 사람의 딸이 태어났다.
사촌인 로즈 케들은 뉴질랜드 여자 필드하키 대표팀 선수로 활동하고 있다.

## 수상

### 수훈
- 뉴질랜드 공로 훈장 구성원(2009년)